# Fast Shop
A Fast Shop é uma rede varejista de eletrodomésticos e eletroeletrônicos fundada em 1986 na cidade de São Paulo. A empresa já foi uma concessionária autorizada da Yamaha, mas a partir de 1991 entrou no varejo. No Brasil, possui mais de cem lojas, assim como centros de distribuição para a entrega de canais de venda digitais. O Grupo Fast Shop também é proprietário da A2YOU, uma loja certificada pela Apple no Brasil.
A companhia figura no ranking das maiores varejistas do Brasil em 2011 e em 2015 e na lista das varejistas mais eficientes em 2020.

## História e descrição
A Fast Shop foi fundada em 1986 como uma concessionária autorizada da Yamaha, que vendia itens da marca e prestava assistência técnica na zona norte de São Paulo. Em 1991, a empresa entrou no mercado de varejo.[carece de fontes?]
Até 2006, tinha lojas na Capital de São Paulo, no Interior de São Paulo, em Belo Horizonte, no Sudeste e em Curitiba no Sul. Ao longo dos anos, abriu mais lojas em outras cidades, como Recife e Paraíba. A primeira loja da rede em shopping center foi a do Shopping Ibirapuera, inaugurada em 1996, e o e-commerce da empresa existe desde 2000, vendendo para o mercado B2C e B2B.
A empresa vende principalmente produtos de eletroeletrônicos de marcas como Samsung e TCL, eletrodomésticos de marcas como Brastemp e possui marcas próprias em outros segmentos.[carece de fontes?] Em 2019, comprou parte da startup Zissou, marca de produtos de sono.

## Prêmios
- Época Reclame Aqui - 3º Lugar em Ecommerce - Eletroeletrônicos - Médias Operações, em 2016[17]
- Época Reclame Aqui - 2º Lugar em Ecommerce - Médias Operações, em 2017[18]
- Época Reclame Aqui - 3º Lugar em Ecommerce - Médias Operações, em 2018[19]
- Época Reclame Aqui - 3º Lugar em Rede de Varejo, em 2019[20]
- Consumidor Moderno, em 2017[21]
- Empresas Legais, em 2017 e 2018 [22]
- Prêmio IBRC Revista Exame - 1º Lugar Varejo Destaque Setorial em Atendimento ao Cliente, em 2017, 2018 e 2019[23]